# Breakeven
 Denne artikel bør gennemlæses af en person med fagkendskab for at sikre den faglige korrekthed.

Breakeven er en betegnelse brugt i en speciel analyse (break-even analyse), som udtryk for det punkt, hvor fortjenesten er lig med omkostningerne – dvs hvor en indtægts- og en omkostningskurve skærer hinanden. Kurverne er i dette tilfælde funktion af den omsatte mængde.
Som udgangspunkt indgår de variable omkostninger, de faste omkostninger, salgs pris og kvantitet i denne udregning. 
En god måde at stille det op på er som følgende; Salgspris X - variable omkostninger X - faste omkostninger = 0, hvor X kan defineres som kvantitet. Grunde til hele formlen er sat til 0, er som nævnt ovenfor at omkostningskurven og indtægtskurven skal skære hinanden, altså det skal give 0.
For at udregne den mængde der kræves at sælge for at opnå "Break-even", isoleres X i den ovennævnte formel. Lad os foregive at salgsprisen er 1800 per styk, variable omkostninger er 1000 per styk og de faste omkostninger er sat til 50000. Formlen vil da se således ud:
1800x - 1000x - 50000 = 0, for at isolere X gøres følgende.
1. skridt er de 50000, faste omkostninger flyttes over på den anden side at lighedstegnet ved at addere dette tal.
2. skridt er at 1000x trækkes fra 1800x 
Formlen vil da se således ud:
800x = 50.000, ved at dividere disse to tal kan du da udregne 'X', altså den mængde man skal sælge for at opnå break-even.
800X/800 = 50000/ 800, det vil da lede til den endelige løsning som er X = 62,5.
For at opnå break-even i dette tilfælde skal virksomheden da sælge 62,5 styk.
| Økonomi | Spire Denne artikel om økonomi er en spire som bør udbygges. Du er velkommen til at hjælpe Wikipedia ved at udvide den. |